# Juan Formell

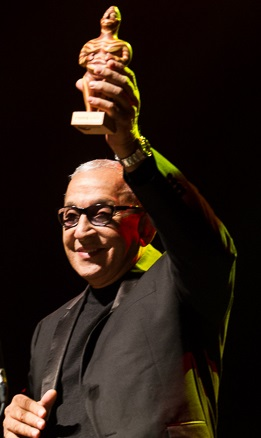
Juan Formell (2013)

Juan Clímaco Formell Fortuna, född 2 augusti 1942 i Havanna, död 1 maj 2014 i Havanna, var en kubansk basist, kompositör, arrangör och dirigent i Los Van Van. Han var en viktig skapare av populär salsa på Kuba under de sista 25 åren av 1900-talet. Han startade sin musikaliska karriär 1959 i kabaréorkestrar samt i radio och TV, och grundade Los Van Van 1969 - vilka betraktas som ett av världens största salsaband.